# فرانکلین استاندارد
فرانکلین استاندارد (اسپانیایی: Franklin Standard‎؛ زادهٔ ۸ ژوئن ۱۹۴۹) بازیکن بسکتبال اهل کوبا بود.